# Dysjöberget
Dysjöberget är ett naturreservat i Ånge kommun i Västernorrlands län.
Området är naturskyddat sedan 2014 och är 85 hektar stort. Reservatet ligger på Dysjöbergets och Långmarksbergets sydvästsluttningar öster om Dysjöån och består av brandpräglad naturskogsmiljö med inslag av lövträd och tallnaturskog i norr. Här finns också en tjärn och dess utlopp Lilltjärnsbäcken.